# Карл II (король Наварри)
Карл II Злий (*Charles II le Mauvais, 10 жовтня 1332 —1 січня 1387) — король Наварри у 1349—1387 роках. Усе життя Карла пройшло в боротьбі проти королів Франції. Як онук короля Людовика X Капета він вважав себе гідним французького трону більше, ніж рід Валуа.

## Біографія

### Молоді роки
Походив з династії Евре. Син Філіпа III і Жанни II, короля і королеви Наварри. Був двоюрідним братом короля Філіпа VI Валуа. Після смерті матері у 1349 році оголошений королем Наварри. Його коронація відбулася у 1350 році, Карл став першим королем, який вимовив клятви наваррсько-арагонською мовою.

### Королювання

#### Боротьба у Франції
Карл II нетривалий час перебував у Памплоні, після цього перебрався до Франції. У 1351 році призначається генерал-лейтенантом Лангедоку. На цій посаді у 1352 році захопив Порт-Сент-Марі на Гаронні. Того ж року оженився на доньці короля Франції.
Карл II очолив партію незадоволених піднесенням конетабля Карла дела Серди (праправнука Альфонсо X Кастильського), радника (й можливого коханця) короля Жана II Валуа. Останній надав дела Серді Шампань, Брі і Ангулем (віднявши останнє графство у Карла II). У 1353 році відбувся конфлікт брата Карла II — Філіпа де Лонглвіля — з фаворитом французького короля. У 1354 році змовники вбили іспанця в його власному ліжку. Після цього почав переговори через Генрі Гросмонта, герцога Ланкастера, з Едуардом III, королем Англії. Під загрозою такого союзу король Франції простив змовників, що було затверджено угодами в Манті у 1354 році та Валоні (Нормандія) у 1355 році. Натомість Карлу II надано округ Бомон-ле-Роже, замки Бретейль, Конш, Понт-Одеме, півострів Котентен з містом Шербур, віконства Карентан, Кутанс і Валонь. При цьому стає одним з радників дофіна Карла.
У 1356 році за наказом короля Франції раптово було схоплено Карла Наваррського, після чого відвезеного до Парижу, де запроторено до в'язниці. Незабаром короля Жана II було розбито англійцями у битві при Пуатьє і потрапив в полон, 9 листопада 1357 року Карл II втік з в'язниці при підтримці Жана де Пікіньї. Слідом за цим перебрався до Амьєна, який перейшов на бік наваррців. Водночас надав війська англійцям для облоги Руану.
Скориставшись тим, що парижани були незадоволені розпуском Генеральних Штатів, Карл II разом з Ет'єном Марселєм став призвідником Паризького повстання в лютому 1358 року і керував обороною міста. Дофін був змушений погодитися на багато з територіальних вимог Карла II і обіцяти фінансувати для нього постійне військо у 1000 вояків для його особистого користування.
В цей же час на півночі Франції спалахнуло селянське повстання, відоме як Жакерія. Захоплені зненацька аристократи і шляхта об'єдналися навколо Карла Злого і вийшли назустріч армії повстанців. Зупинившись біля села Мело, Карл II запросив до свого табору для перемовин лідера селян Гійома Каля, давши тому чесне слово щодо безпеки. Втім король Наварри зламав обіцянку, наказав схопити Каля і стратити. Позбавлена очільника, погано організована селянська армія була розбита при Бове.
Після придушення повстання дофін Карл взяв в облогу Париж, де почалася боротьба партій заколотників і прихильників дофіна. Карл Злий намагався обратися капітаном Парижу, що відштовхнуло від нього знать і шляхту, яка в переважній більшості перейшла на бік дофіна. Тому король Наварри залишив Париж. Незабаром Етьєна Марселя було вбито і повстання було придушене.
Водночас Карл Злий вступив у перемовини з Едуардом III Англійським, пропонуючи тому в обмін на визнання королем Франції, передачу під владу Карлу II Нормандії, Пікардії, Шампані і Брі. Але король Англії відмовив не довіряючи підступному наваррському королю. В цей час війська дофіна захопили більшість володінь Карла Злого в Нормандії. Натомість той відмовився від своїх вимог, тому за умовами перемир'я в Бретіньї здобув прощення від Жана II, короля Франції, що перебував у полоні, а потім відновлення усіх володінь. При цьому уклав союз з Беарном, видавши свою сестру Агнес за Гастона III де Фуа.
Після смерті Філіпа I Бургундського в 1361 Карл II претендував на герцогство Бургундію, але отримав відмову. На деякий час повернувся до Наварри, де набрав нові війська. Після цього рушив на північ Франції. У 1362 році вдерся до Нормандії, але зазнав невдачі. У 1364 році наказав братові Людовику, графу Бомон-ле-Роже, вдертися до Бургундії. Того ж року домовився в Ажені з принцом Едуардом Плантаганетом щодо зхоплення усієї Аквітанії та Нормандії. Спочатку союзники рушили до Нормандії, але війська Карла II були розбиті Бертраном дю Гекленом при Кошерелі. Слідом за цим дофін коронувався під ім'ям Карла V, чим зруйнував усі плани Карла Злого. Водночас новий король Франції підтвердив права свого брата Філіпа на герцогство Бургундія. Незважаючи на це одне військо Карла Наваррського вдерлося до Нормандії, намагаючись повністю її захопити, інше — зайняло місто Анс на кордоні з Бургундією, звідки найманці Карла Злого здійснювали грабіжницькі рейди Бургундією. Зрештою усюди зазнав поразок. У 1365 році підписав Авіньйонські угоди, за яким відмовився від володінь на Нижній Сені в обмін на Монпельє.

#### Наваррські справи
Після цього перебирається до Наварри, де зайнявся адміністративними реформами. У той час йшла війна за трон Кастилії. Спочатку разом з англійцями на чолі із принцом Едуардом підтримував Педро I Жорстокого. Згодом перейшов на бік претендента Енріке де Трастамара. Шляхом складних дипломатичних маневрів Карл II намагався отримати вигоду з ситуації, але в підсумку посварився з усіма, оскільки порушив домовленості з обома ворогуючими таборами.
Після повалення Педро I, король Наварри перебрався до Бордо, де у 1366 році вів перемовини з Педро I й Едуардом Чорним принцом. Обіцяючи підтримку намагався отримати області Гіпускоа і Алава й низку прикордонних фортець. Того ж року увійшов у перемовини з Енріке Трастамарою, обіцяючи тому підтримку в обмін на місто Логроньо й значну купу грошей. Але про ці наміри довідався принц Едуард, що вдерся до Наварри, де Карл II капітулював. Але в подальшому не брав участі у боротьбі за трон Кастилії. У 1369 році Педро I, короля Кастилії, було вбито, і в Кастилії запанувала династія Трастамара.
Того ж року рушив до Франції, де уклав угоду з Жаном V, герцогом Бретані, щодо спільних дій проти Франції. У 1370 році на запрошення короля Англії приїздить до Лондона. При цьому наказав вести перемовини з Карлом V Валуа, королем Франції. Після поразки англійців у битві при Понваллені у 1370 році Карл Злий остаточно замирився з Францією, закріпивши це угодою у березні 1371 року.
У 1372 році повернувся до Наварри. Наваррський король підтримав супротивників нового короля Енріке I. Вирішив підтримати Джона Гонта, герцога Ланкастера, в якості претендента на трон Кастилії. У відповідь кастильська армія оточила Памплону, і Карл II був змушений в 1373 року підписати угоду, зобов'язавшись влаштувати шлюб між обома династіями. Проте у 1374 році домовився у Даксі з Гонтом щодо підтримки останнього у боротьбі з Енріке II Трастамара. У 1375 році король Наварри вимушений був укласти нову угоду з останнім щодо шлюбу Карла Злого з Леонорою Трастамара.
У 1377 році планував нову військову кампанію в Нормандії, але вимушений був залишитися в Наваррі з огляду на загрозу з боку Кастилії. У 1378 році розкрито змову Карла II з Англією, що стало приводом для захоплення французькими королівськими військами володіння Карла Злого в Нормандії. У 1379 році після поразки від Енріке II остаточно замирився з Кастилією, уклавши угоді в Бріоні, втративши низку земель. У 1386 році скористався невдачами Хуана I, короля Кастилії і Леону, у війні з Португалією, Карл II Наваррський уклав з Хуаном I договір в Естеллі, за яким повернув втрачені землі за Бріонською угодою.
Карл II помер 1 січня 1387 року в палаці Сан-Педро при досить підозрілих обставин. За однією з версій, короля було вбито. Йому успадкував старший син Карл.

## Родина
Дружина — Іоанна Французька (1343—1373), донька Іоанна II (короля Франції) та його першої дружини Бони Люксембург.
Діти:
- Марія (1360 — після 1400), дружина Альфонсо Арагонського, герцога Гандія і графа Рібагорса
- Карл (1361—1425), король у 1387—1425 роках
- Бона (1364 — після 1389)
- Петро (1366—1412), граф Мортен
- Філіпп (1368)
- Іоанна (1370—1437), дружина Жана IV, герцога Бретані
- Бланка (1372—1385)
- Ізабелла (д/н), черниця

Коханка — Катерина Лісасо
Діти:
- Ліонель (1378—1413), віконт Мурусабаль

Коханка — Катерина Еспарса
Діти:
- Іоанна (д/н — 1413), дружина Жана де Беарна